# Martín de la Jara
Martín de la Jara é um município da Espanha na província de Sevilha, comunidade autónoma da Andaluzia, de área 50 km² com população de 41062 habitantes (2007) e densidade populacional de 55,54 hab/km².

## Demografia
| Variação demográfica do município entre 1991 e 2004 | Variação demográfica do município entre 1991 e 2004 | Variação demográfica do município entre 1991 e 2004 | Variação demográfica do município entre 1991 e 2004 |
| --------------------------------------------------- | --------------------------------------------------- | --------------------------------------------------- | --------------------------------------------------- |
| 1991                                                | 1996                                                | 2001                                                | 2004                                                |
| 2699                                                | 2819                                                | 2746                                                | 2760                                                |